# برکه پوزه
برکه پُوزَه  موقعی در صحرای باغٌ و زیر کُتَل پاسخند و در سر راه شهرستان بستک به لار واقع شده‌است.
در این موقع یک باب آب‌انبار (برکه) و یک قهوه خانه وجود دارد که از مسافرانی که از این راه عبور می‌کنند پذیرائی می‌کند. 
از جهت مشرق این قهوه خانه یک روستای کوچکی وجود دارد که چند خانوار در آن زندگی می‌کنند که به شغل کشاورزی و دامداری اشتغال دارند. 
برکه پُوزَه در ۲ کیلومتری شمال غربی گردنه پاسخند قرار دارد.

## منبع
- جعفر، روئین تن زروانی، محمد امین . (صحرای باغ در گذرگاه تاریخ)  ج۱. چاپ اول، دبی: سال انتشار ۲۰۰۴ میلادی.